# Liste der Monuments historiques in Lixheim
Die Liste der Monuments historiques in Lixheim führt die Monuments historiques in der französischen Gemeinde Lixheim auf.

## Liste der Objekte
| Bezeichnung                                               | Beschreibung | Standort                        | Kennzeichnung | Schutzstatus | Datum | Bild |
| --------------------------------------------------------- | --- | ------------------------------- | ------------- | ------------ | ----- | ---- |
| Gemälde Die Madonna mit Kind erscheint einem Franziskaner | Ölfarbe auf Leinwand, vergoldeter Holzrahmen, 17. oder 18. Jahrhundert, Carlo Maratta zugeschrieben; vergoldeter Holzrahmen, 18. Jahrhundert | in der Kirche St-Antoine (Lage) | PM57000123    | Classé       | 1982  |      |
| Kelch und Patene                                          | Goldschmiedearbeit, zwischen 1767 und 1769                                                                                                   | in der Kirche St-Antoine (Lage) | PM57000925    | Inscrit      | 1996  |      |
| Gemälde Heiliger Rochus                                   | Ölfarbe auf Leinwand, 17. Jahrhundert | in der Kirche St-Antoine (Lage) | PM57000126    | Classé       | 1982  |      |
| Kanzel                                                    | Holz, farbig gefasst, zweite Hälfte des 18. Jahrhunderts                                                                                     | in der Kirche St-Antoine (Lage) | PM57000122    | Classé       | 1969  |      |
| Gemälde Heilige Magdalena                                 | Ölfarbe auf Leinwand, 17. Jahrhundert | in der Kirche St-Antoine (Lage) | PM57000125    | Classé       | 1982  |      |
| Zwei Seitenaltäre                                         | Holz, farbig gefasst, zweite Hälfte des 18. Jahrhunderts                                                                                     | in der Kirche St-Antoine (Lage) | PM57000121    | Classé       | 1969  |      |
| Gemälde Marienkrönung                                     | Ölfarbe auf Leinwand, 17. Jahrhundert | in der Kirche St-Antoine (Lage) | PM57000124    | Classé       | 1982  |      |